# Retirolândia
Retirolândia é um município brasileiro do estado da Bahia. Sua população, conforme estimativas do IBGE de 2021, era de 14 588 habitantes.